# Binnengasthuis (Amsterdam)

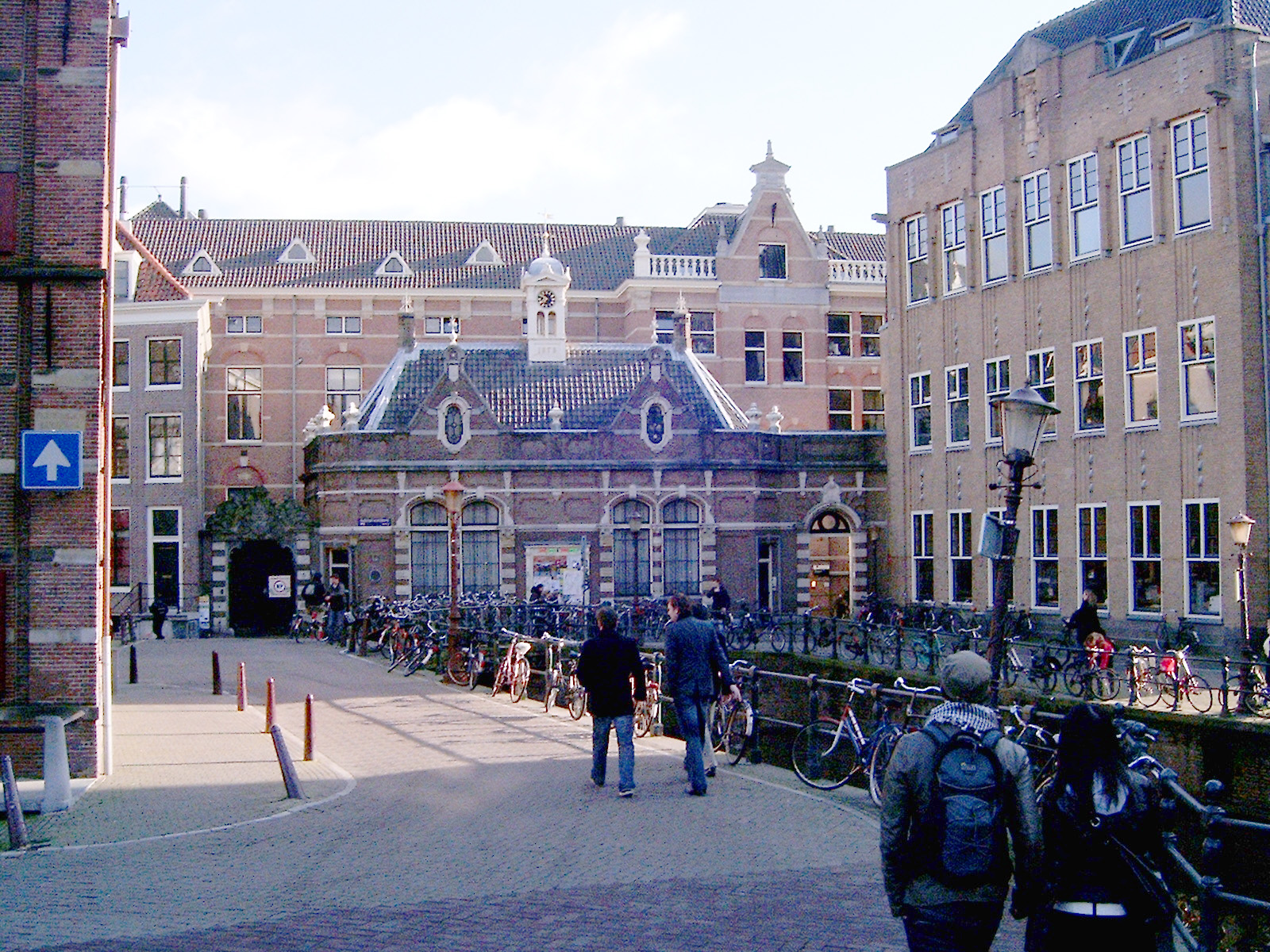
Het Binnengasthuiscomplex gezien vanaf de Grimburgwal (2007).

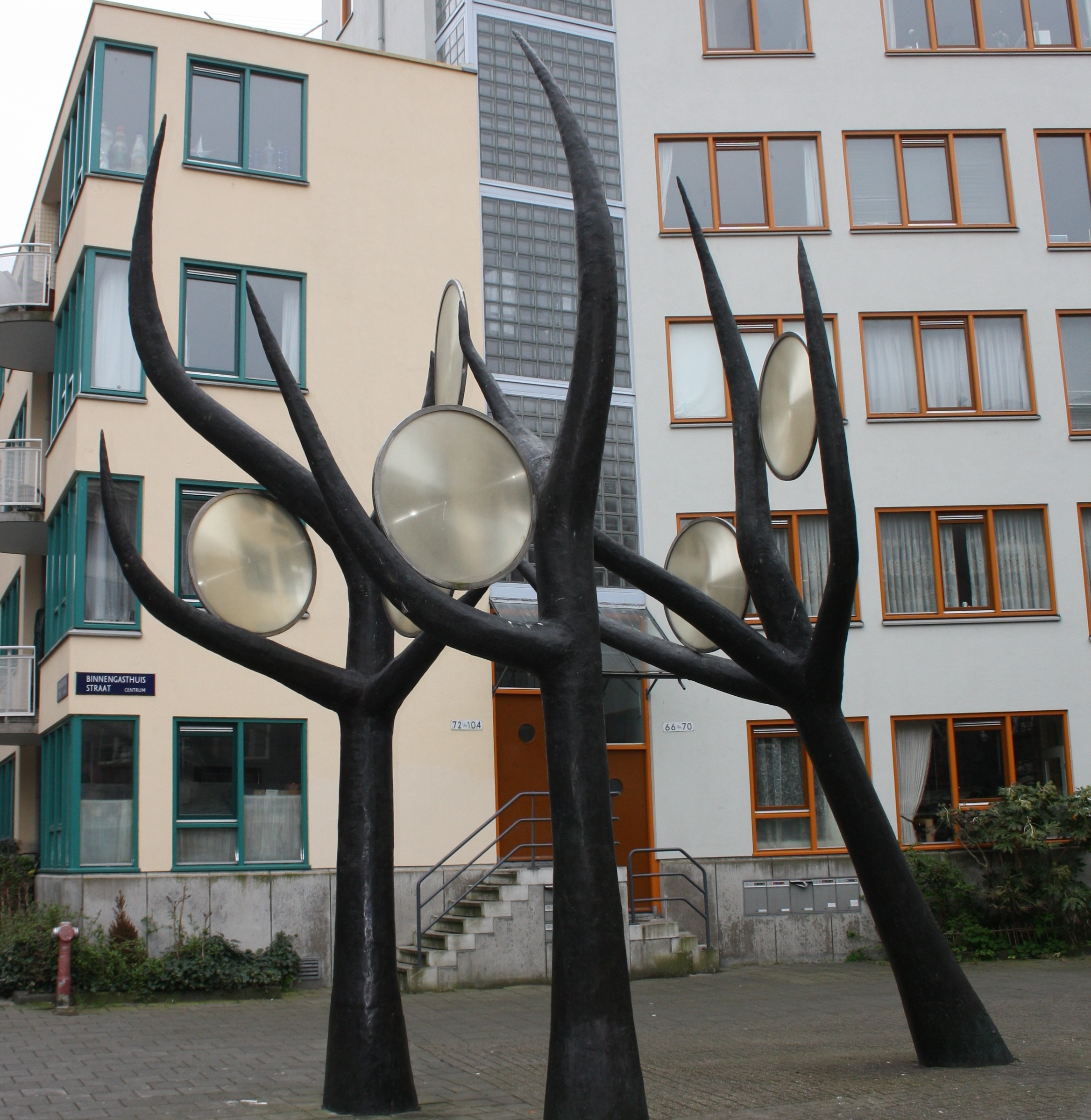
Nieuwbouwwoningen Binnengasthuisstraat met kunstwerk Lens Trees van Thom Puckey (2012).

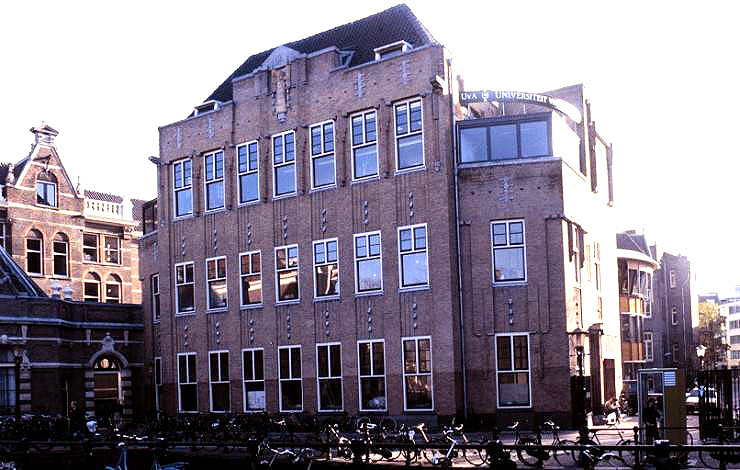
Het administratiegebouw van het Binnengasthuis, in 1912-'13 gebouwd in de stijl van de vroege Amsterdamse School (2008).

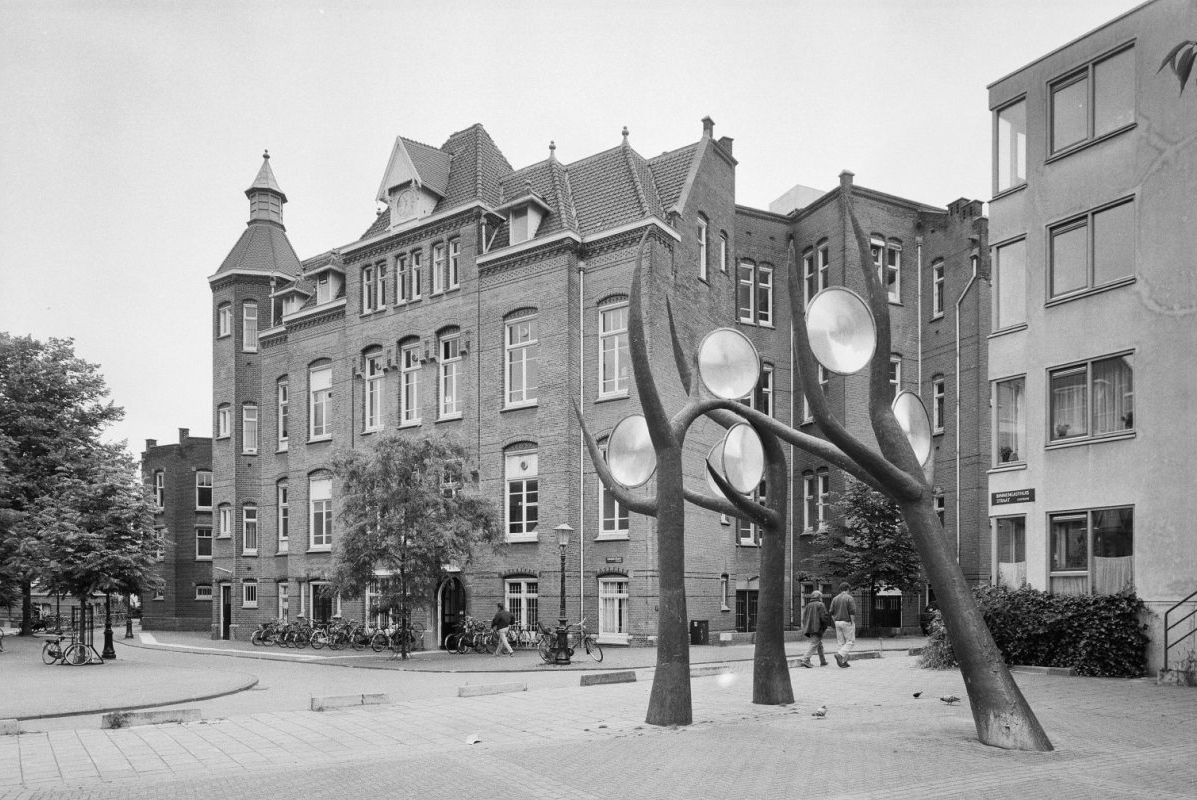
De Tweede Chirurgische Kliniek van het vroegere Binnengasthuis, waar in de toekomst de Universiteitsbibliotheek Amsterdam wordt ondergebracht (1998).

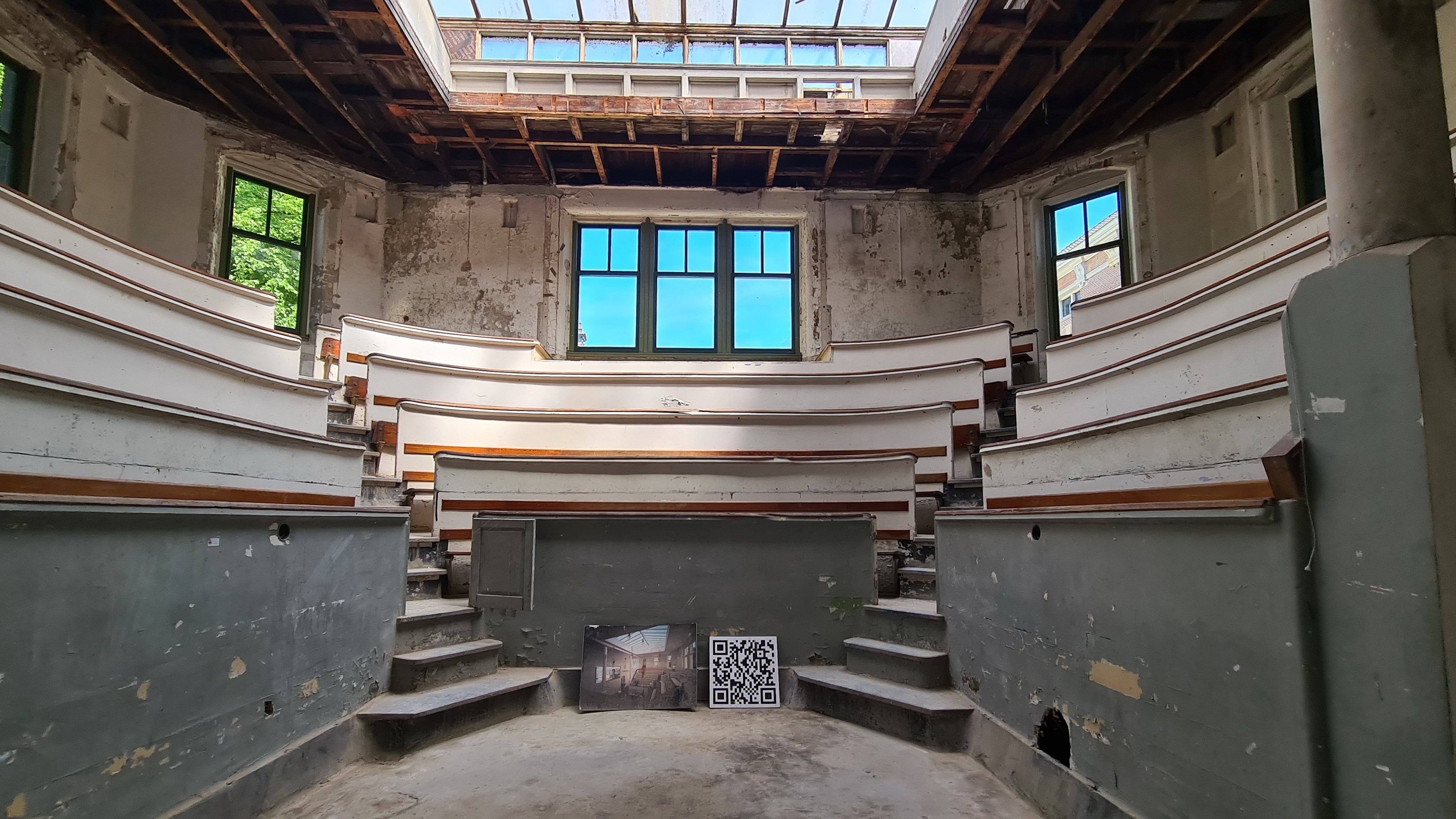
Restauratie van het anatomisch theater in de Tweede Chirurgische Kliniek (2023).

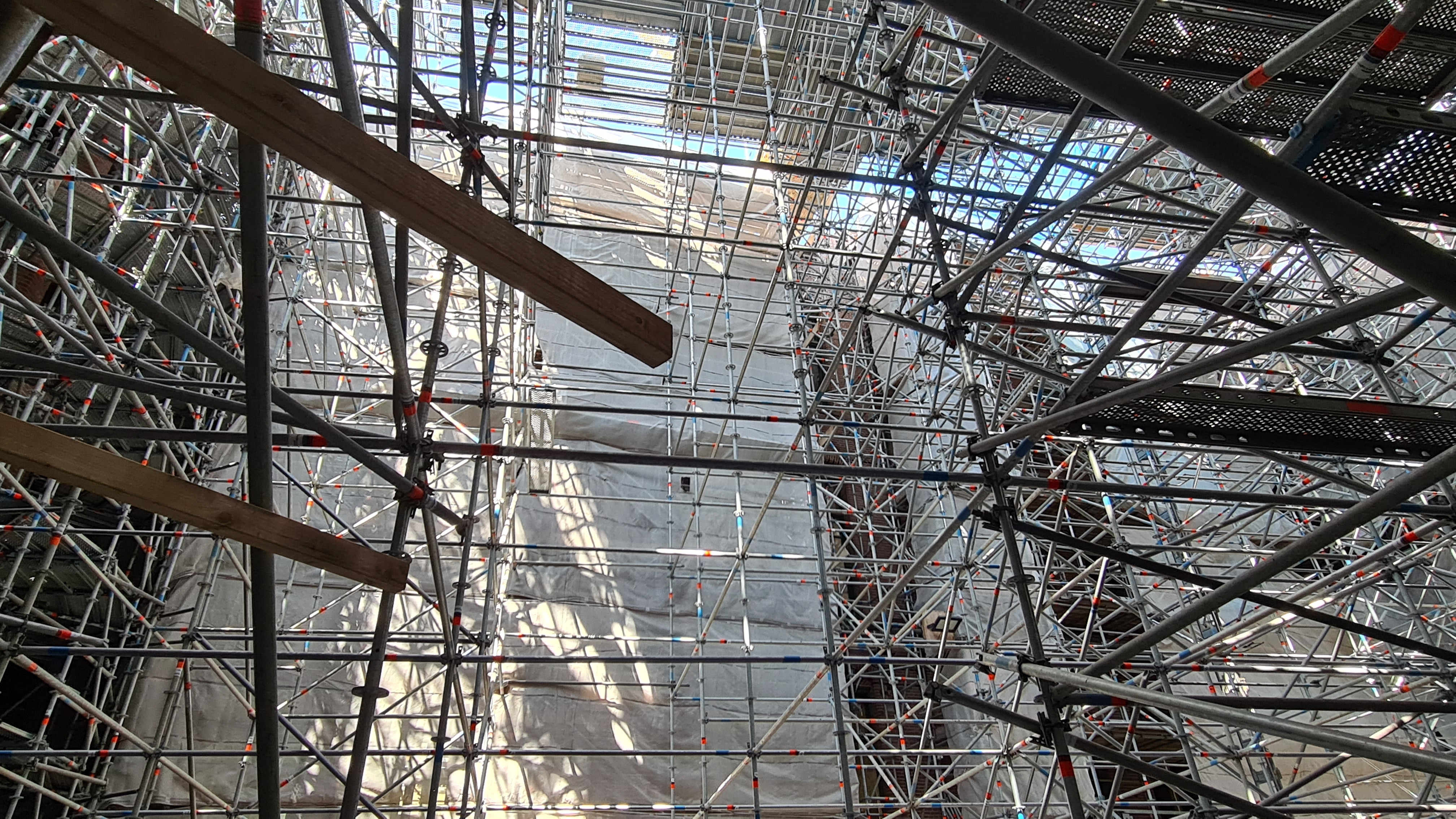
Bouw van de glazen overkapping voor de UB Binnengasthuisterrein (2023).

Het Binnengasthuis (BG) is een voormalig ziekenhuis in het centrum van Amsterdam. Nadat het ziekenhuis in 1981 opging in het Academisch Medisch Centrum (AMC), werd het BG-terrein een van de hoofdlocaties van de Universiteit van Amsterdam, die zo'n 60% van het complex in gebruik heeft.
Het BG-terrein beslaat het gebied tussen de Oudemanhuispoort, Grimburgwal, Oude Turfmarkt, Nieuwe Doelenstraat en Kloveniersburgwal. Een groot deel van het complex is aangewezen als rijksmonument.
Het complex bestaat deels uit gebouwen uit de periode 1870-1913 en deels uit nieuwbouw. De gebouwen uit de periode 1870-1913 zijn aangewezen als rijksmonumenten. Een deel van de vroegere buitenruimte is overdekt. In het aldus gevormde atrium is een studentenmensa gevestigd, die ook Atrium heet.
Sinds 2019 is het Binnengasthuisterrein onderdeel van het Universiteitskwartier dat naast het Binnengasthuis-terrein ook de bebouwing ten noorden van de Oudemanhuispoort tot aan de Nieuwe Hoogstraat omvat. De verbouwing t.b.v. de Faculteit der Geesteswetenschappen heeft naast het Binnengasthuis ook betrekking op gebouwen van het Oudemanhuispoort-complex en bebouwing ten oosten van de Nieuwe Doelenstraat.

## Geschiedenis

### Voorlopers Binnengasthuis
Op de locatie van het Binnengasthuis bevonden zich in de middeleeuwen het Oude Nonnenklooster (gesticht in 1389) en Nieuwe Nonnenklooster (gesticht in 1403). Tot 1425 was de Grimburgwal de zuidelijke stadsgrens. Het Nieuwe Nonnenklooster lag aan de Amstel en volgde de bocht die de rivier hier maakte, zoals ook te zien is op de stadsplattegrond van Cornelis Anthonisz uit 1544. Als gevolg van de oorspronkelijke kloosterfunctie heeft het terrein altijd ruimte voor tuinen behouden.
Na de Alteratie in 1578 kwamen de kloosters in handen van stedelijke liefdadigheidsinstellingen. In 1582 verhuisden een aantal gasthuizen (ziekenhuizen) naar de voormalige kloosters (Onze Lieve Vrouwegasthuis aan de Nieuwendijk en het Sint-Pietersgasthuis aan het Rokin) en gingen samen in het Sint-Pietersgasthuis aan de Oudezijds Achterburgwal. De naam van dit gasthuis werd in 1635 vervangen door Binnengasthuis na de bouw van het Buitengasthuis.
Dit gasthuis was voornamelijk bedoeld voor armen, soldaten, matrozen en reizigers. Er was een mannen- en een vrouwenafdeling, een afdeling voor chirurgische patiënten, een apotheek, een "snijzaal" (anatomisch theater) en een "baaierd" (rustzaal). De burgemeesters van Amsterdam dienden als bestuur van het Binnengasthuis. In de nabijgelegen Waag, een voormalige stadspoort die in 1690-'91 aanzienlijk was verbouwd, werden anatomische lessen gegeven.
Naast het Sint-Pietersgasthuis kende Amsterdam een tweede ziekenhuis. Dit was het Buitengasthuis, dat in 1635 buiten de Leidsepoort nabij de Overtoomse Vaart werd gebouwd als pesthuis; pestlijders werden per boot van het Binnengasthuis via de Pestsloot naar het Buitengasthuis vervoerd. Voor de rijkere Amsterdammers kwamen er in de negentiende eeuw het Prinsengrachtziekenhuis (1857-2014), vanaf 1994 onderdeel van het OLVG (1898), en het Burgerziekenhuis (1891), dat van 1998 tot 2010 het stadsdeelkantoor van Oost-Watergraafsmeer werd en sindsdien fungeert als hotel. Het Buitengasthuis werd in 1891 vervangen door het Wilhelminagasthuis, dat in 1983 opging in het Academisch Medisch Centrum (AMC).
Nadat het Atheneum Illustre in 1877 was opgevolgd door de Gemeente Universiteit (later Universiteit van Amsterdam), nam deze het Binnengasthuis over. In 1883 besloot het gemeentebestuur dat het een academisch ziekenhuis zou worden.

### Bouw Binnengasthuis
De huidige bebouwing van het Binnengasthuiscomplex werd tussen 1868 en 1890 gebouwd in Hollandse neorenaissancestijl, grotendeels naar ontwerpen van de architecten H. Leguyt en A.N. Godefroy. Het centrale gebouw had twee vleugels, een voor vrouwelijke patiënten en een voor mannelijke patiënten. De gebouwen omvatten ook een stads- en gasthuisapotheek, een klinisch ziekenhuis, twee wachtkamers, een kraamkliniek en een vrouwenkliniek. Het administratiegebouw werd in 1912-'13 gebouwd in de stijl van de vroege Amsterdamse School naar ontwerp van J.M. van der Mey. Het zuidelijke deel van dit gebouw deed dienst als kinderkliniek en bestaat nu niet meer, het werd in 1991 gesloopt en vervangen door nieuwbouw. De Tweede Chirurgische Kliniek met zusterhuis, gelegen aan de Kloveniersburgwal, werd in 1913-'14 gebouwd naar ontwerp van Frans Poggenbeek.

### Slechte reputatie
Het Binnengasthuis was in de 19e eeuw berucht om zijn deplorabele toestanden. In 1867 schreven de regenten van het Binnengasthuis een rapport aan het stadsbestuur, waarin ze de afdeling verloskunde beschreven: "Zwangere vrouwen moeten haar dag- en nachtverblijf houden op sombere zolders. De verpleegkamers zijn op een andere verdieping gelegen dan de verloskamers, zodat de kraamvrouwen dadelijk na de bevalling een zeer moeilijke en nadelige verplaatsing moeten ondergaan. Voor reconvalescenten (= herstellenden) moet dienen een groot, hol, kil, kerkvormig en met stenen bevloerd lokaal, dat des winters voor geen behoorlijke verwarming vatbaar is. En de verloskamers zijn in een bouwvallig, slecht ingericht houten gebouw, dat bovendien te klein is om aan alle behoeften te voldoen".
Nadat in 1828 een afdeling chirurgie was geopend, geleid door het hoofd van de kraamkliniek dr. Tilanus, verviervoudigde de sterfte aan kraamvrouwenkoorts. Artsen en studenten sneden onbekommerd in lijken ter vergroting van hun anatomische kennis, en deden aansluitend een verlossing zonder daartussen hun handen te wassen. In Wenen ontdekte Ignaz Semmelweis rond 1845 het verband tussen beide zaken en toen Tilanus hiervan hoorde, besloot hij de afdelingen chirurgie en verloskunde te scheiden. Als opvolger op de kraamafdeling koos hij echter een verklaard tegenstander van Semmelweis, dr. Leopold Lehmann. Pas na diens dood in 1880 zou de antiseptische geneeskunde in Amsterdam een kans krijgen.
De verpleging bestond uit "knechten en meiden" die zich, volgens een rapport van het stadsbestuur in 1882, schuldig maakten aan drankmisbruik en mishandeling, de medicijnen verkochten en het voedsel voor zichzelf hielden. In reactie besloot de stad een jaar later om gediplomeerde verplegers in dienst te nemen.
Ook met de medische behandeling was het slecht gesteld. De Oostenrijkse arts Joseph Speilt, die het Binnen- en Buitengasthuis in 1852 bezocht, schreef in zijn verslag aan het Koninklijke en Keizerlijke Artsengezelschap in Wenen: "Hoe moeten we deze twee verpleeginrichtingen beschrijven, die op geen enkele wijze die naam verdienen? Als wij bijzonderheden opsommen, blijkt als vanzelf dat ze het tegendeel zijn van wat ziekenhuizen behoren te zijn. (...) Op iedere buitenstaander maakt deze plek een hoogst onaangename indruk. Op zeshonderd zieken zijn er slechts twee artsen." Het verplegend personeel noemde hij een afschrikwekkend voorbeeld van ruwheid, traagheid en smerigheid.

### Nieuwbouwplannen
Begin 21e eeuw ontwikkelde de Universiteit van Amsterdam plannen voor de bouw van een nieuwe universiteitsbibliotheek op het BG-terrein, die vanaf 2010 gerealiseerd zou worden. Hiervoor zou de voormalige Theaterschool moeten worden gesloopt. In dit gebouw zijn verschillende studentenverenigingen en de culturele stichting CREA gehuisvest. De nieuwbouwplannen werden in 2001 goedgekeurd door de gemeenteraad.
Het gebouw werd echter datzelfde jaar aangewezen als rijksmonument, na een intensieve lobby door bewonersvereniging VOL BG. Volgens de bewoners liet de UvA het gebouw verder verkrotten om zo een oplossing te forceren. Na een lange strijd door bewoners, de Vereniging Vrienden van de Amsterdamse Binnenstad, Het Cuypersgenootschap en de Erfgoedvereniging Heemschut werd in 2013 besloten om de bestaande bebouwing zoveel mogelijk te handhaven en aan te passen aan de nieuwe functie. Uiteindelijk werd gekozen voor een andere locatie op het BG-terrein, dat van de Tweede Chirurgische Kliniek.
In 2022 gingen de werkzaamheden van start. Bij de renovatie en herinrichting van de Tweede Chirurgische Kliniek worden de oorspronkelijke architectuurelementen zoveel mogelijk behouden. De voormalige snijzaal wordt geheel gerestaureerd. De binnenplaats, die tot op grote diepte is uitgegraven voor toekomstige boekendepots, wordt overkapt met een glazen dak dat op een boomvormige constructie steunt.
De verbouwing van de nieuwe universiteitsbibliotheek kwam gereed in 2025. In september 2025 opent het complex zijn deuren. Vooruitlopend hierop werd de vestiging van de Universiteitsbibliotheek van Amsterdam aan Singel 425 gesloten per 30 juni 2025.

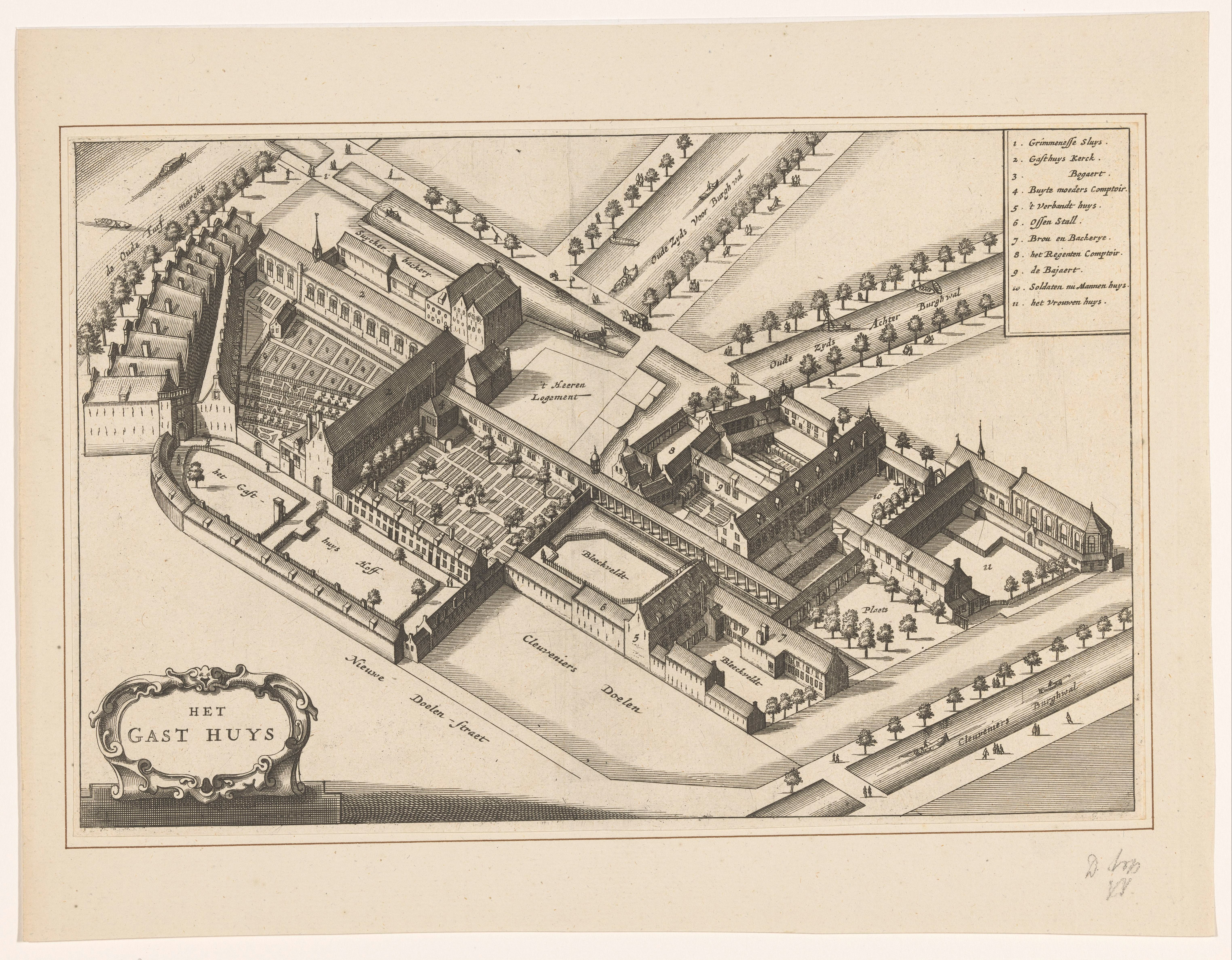
Vogelvluchtgezicht op het Binnengasthuis te Amsterdam; 1663-1664.
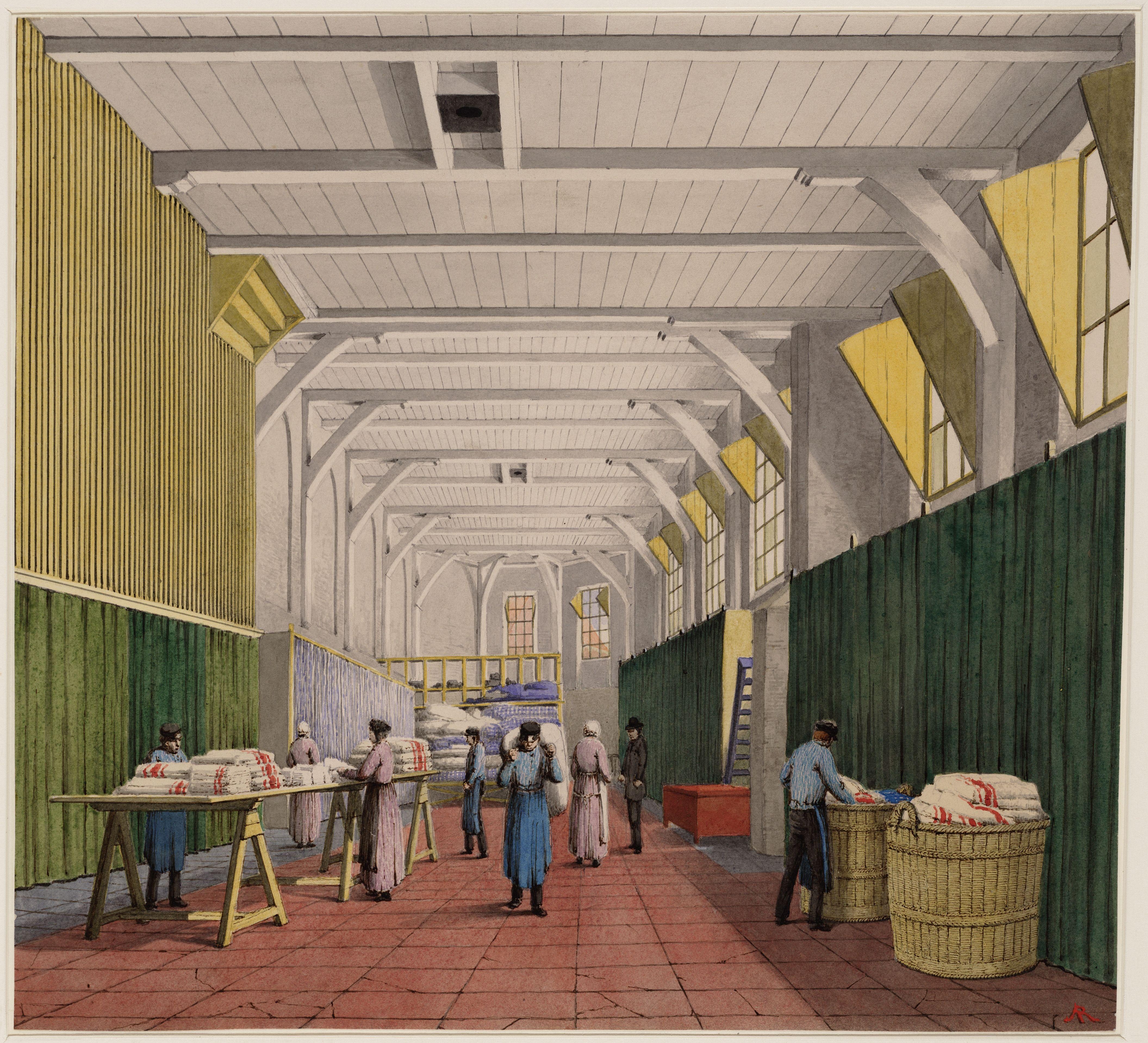
Het interieur van het magazijn van het Binnengasthuis aan de Grimburgwal; 1887.
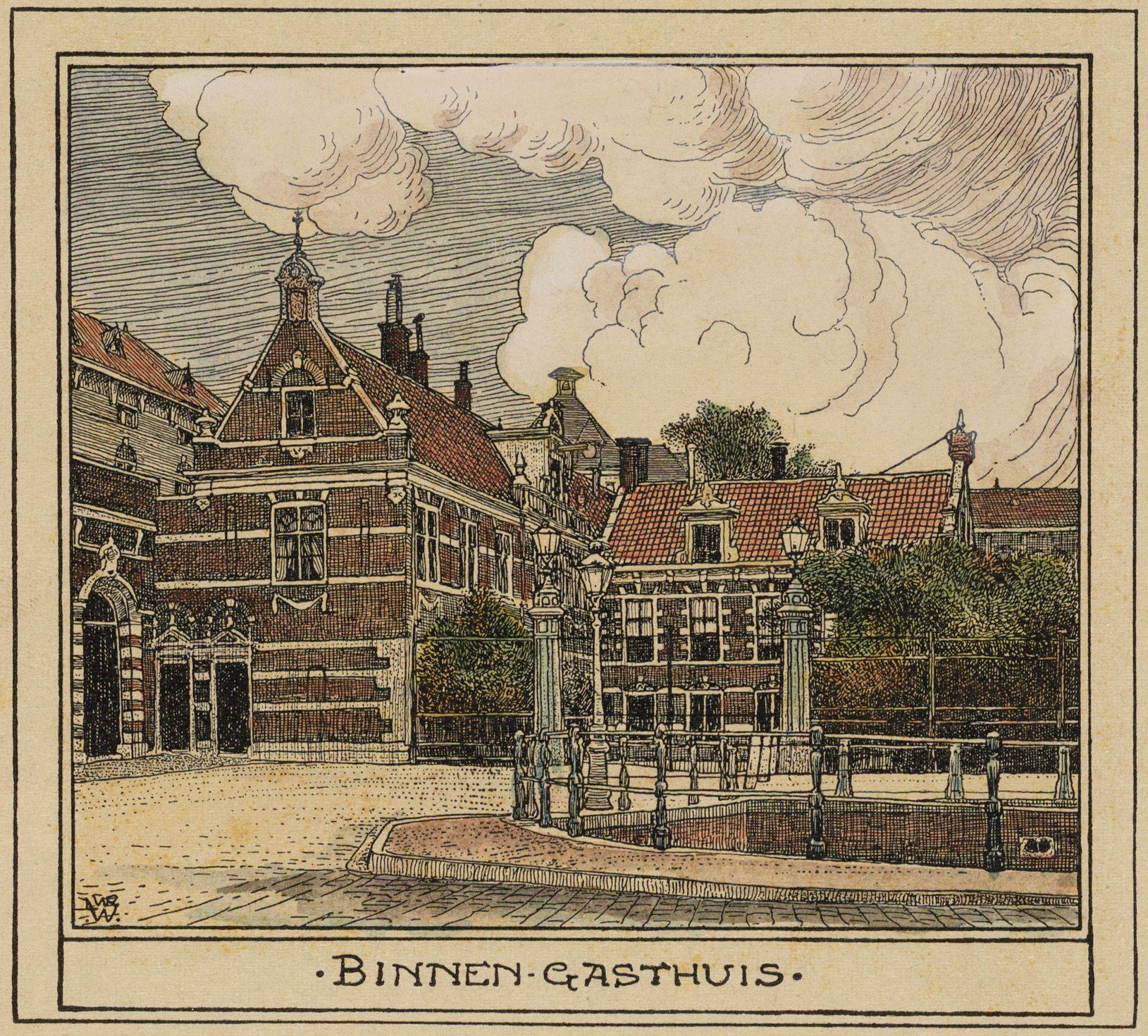
Grimburgwal, gezien ter hoogte van Oudezijds Voorburgwal 334 naar Binnengasthuisterrein via brug 218. Handgekleurde reproductie naar tekening van L.W.R. Wenckebach; 1901.
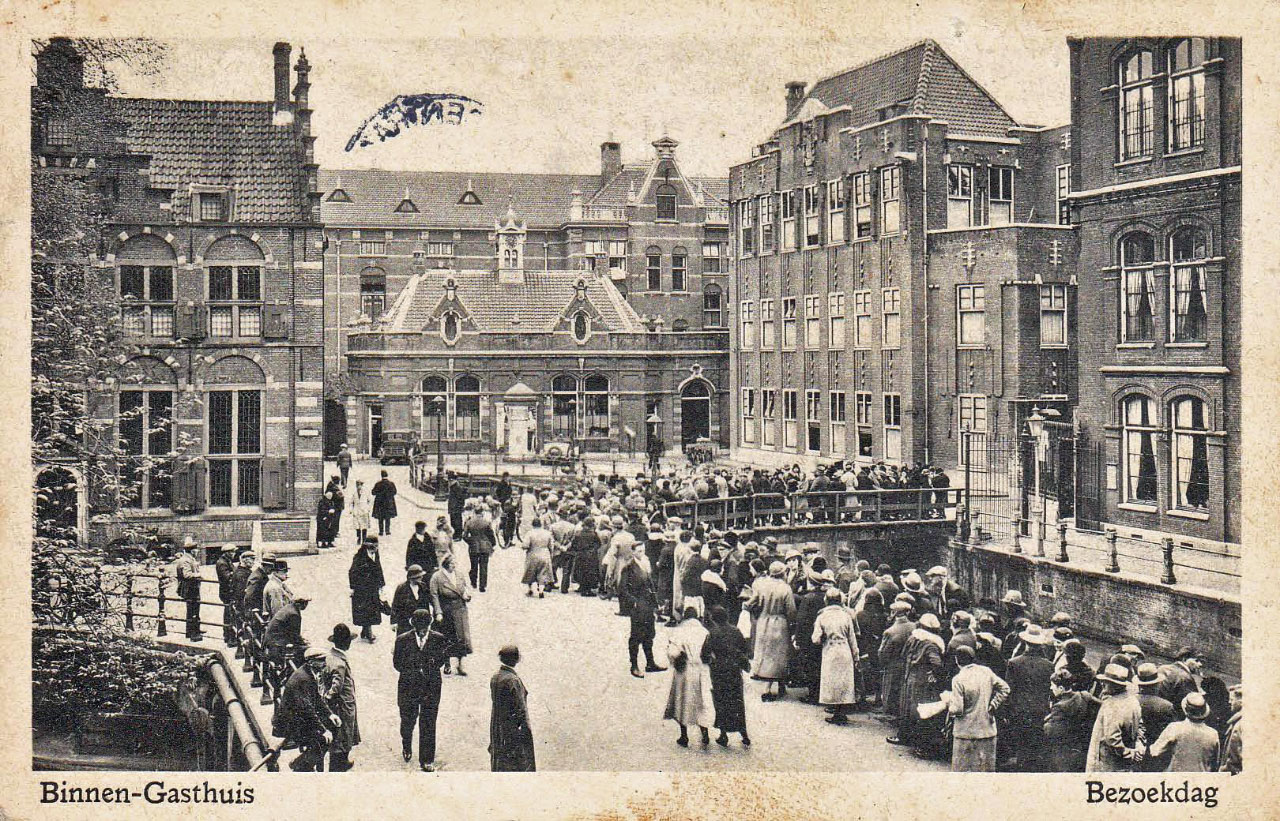
Bezoekers in de rij voor een bezoek aan het ziekenhuis; circa 1920.
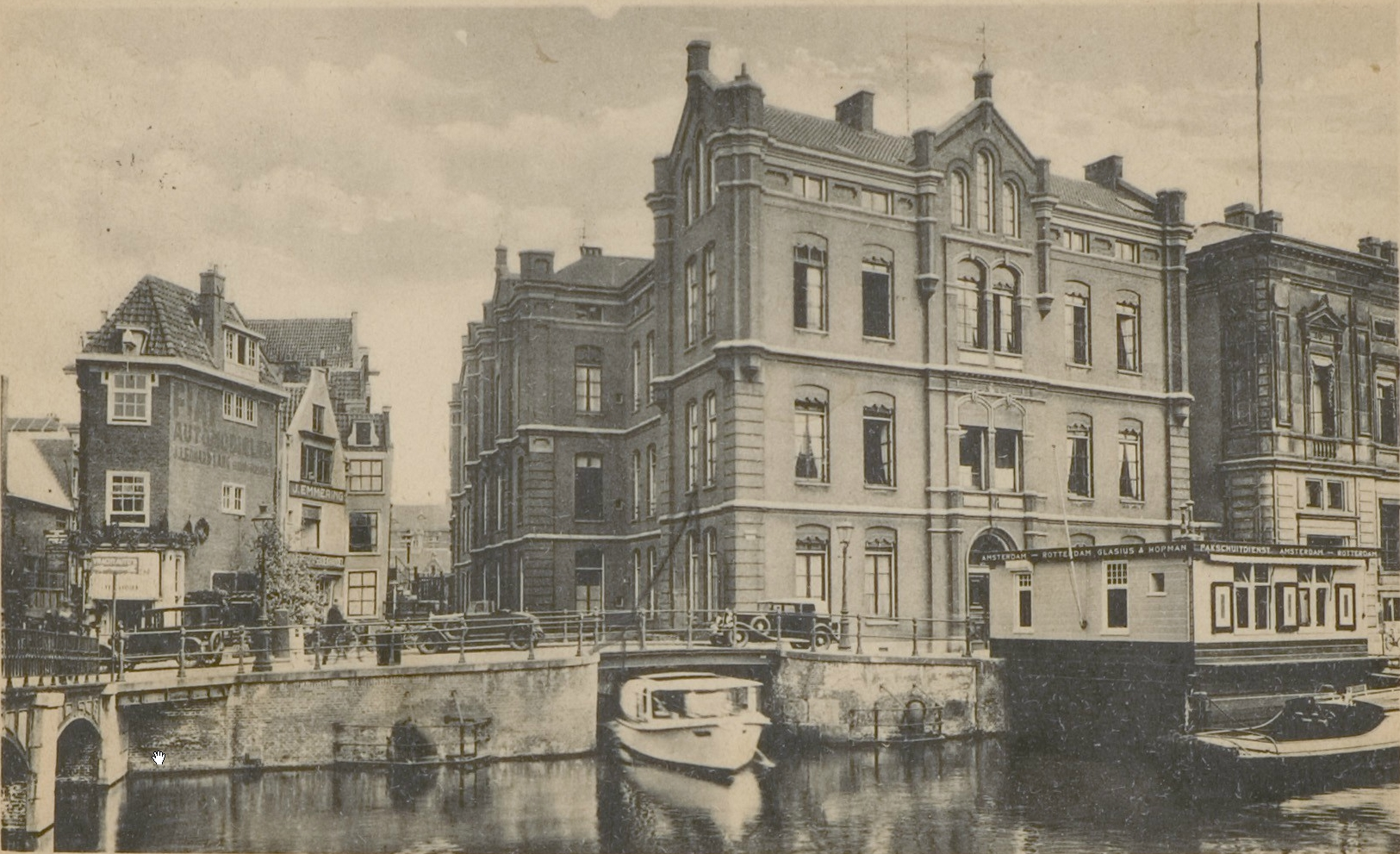
Gebouw van de Kraamvrouwenkliniek van het Binnengasthuis op de hoek van de Oude Turfmarkt en de Grimburgwal; 1936.

## Verder lezen
D. de Moulin, I.H. van Eeghen en R. Meischke, Vier Eeuwen Amsterdams Binnengasthuis. Stichting Viering 400-Jarig Bestaan Binnengasthuis, Amsterdam 1981.